# Педро Клар
Педро Клар (ісп. Pedro Clar; нар. 23 січня 1986) — колишній іспанський тенісист.
Найвищу одиночну позицію світового рейтингу — 237 місце досяг 26 липня 2010, парну — 347 місце — 12 квітня 2010 року.

## Фінали ATP Челленджер/ITF Ф'ючерс

### Одиночний розряд: 20 (11–9)
| Легенда            |
| ------------------ |
| ITF Ф'ючерс (11–9) |

| Результат | В-П  | Дата     | Турнір                            | Рівень  | Покриття | Суперник                 | Рахунок             |
| --------- | ---- | -------- | --------------------------------- | ------- | -------- | ------------------------ | ------------------- |
| Перемога  | 1–0  | Тра 2007 | Іспанія F16, Вік (Іспанія)        | Ф'ючерс | Ґрунт    | Пере Ріба                | 0–0 ret.            |
| Поразка   | 1–1  | Лип 2007 | Іспанія F24, Малага               | Ф'ючерс | Ґрунт    | Роберто Баутіста Аґут    | 5–7, 3–6            |
| Поразка   | 1–2  | Сер 2007 | Іспанія F29, Шатіва               | Ф'ючерс | Ґрунт    | Роберто Баутіста Аґут    | 3–6, 4–6            |
| Поразка   | 1–3  | Вер 2008 | Болгарія F7, Сливен               | Ф'ючерс | Ґрунт    | Івайло Трайков           | 1–6, 6–3, 5–7       |
| Перемога  | 2–3  | Чер 2009 | Іспанія F20, Ла-Пальма            | Ф'ючерс | Тверде   | Лоран Рошетт             | 4–6, 7–6(3), 7–6(4) |
| Перемога  | 3–3  | Вер 2009 | Португалія F5, Ешпіню             | Ф'ючерс | Ґрунт    | Морґан Філліпс           | 6–4, 4–6, 6–3       |
| Перемога  | 4–3  | Жов 2009 | Хорватія F10, Дубровник           | Ф'ючерс | Ґрунт    | Аттіла Балаж             | 6–3, 7–5            |
| Перемога  | 5–3  | Лис 2009 | Іспанія F37, Вільяфранка-дель-Сід | Ф'ючерс | Ґрунт    | Жуан Соуза               | 6–1, 6–3            |
| Перемога  | 6–3  | Лют 2010 | Іспанія F5, Мурсія                | Ф'ючерс | Ґрунт    | Пабло Сантос             | 6–4, 6–2            |
| Поразка   | 6–4  | Бер 2010 | Іспанія F7, Тарраса               | Ф'ючерс | Ґрунт    | Габрієль Трухільйо Солер | 5–7, 2–6            |
| Перемога  | 7–4  | Чер 2010 | Італія F11, Бергамо               | Ф'ючерс | Ґрунт    | Янн Марті                | 7–6(6), 2–6, 7–6(4) |
| Поразка   | 7–5  | Січ 2011 | Іспанія F1, Майорка               | Ф'ючерс | Ґрунт    | Хав'єр Марті             | 6–7(5), 6–3, 4–6    |
| Поразка   | 7–6  | Січ 2011 | Іспанія F2, Майорка               | Ф'ючерс | Ґрунт    | Пабло Карреньо Буста     | 6–2, 2–6, 3–6       |
| Перемога  | 8–6  | Січ 2011 | Іспанія F3, Майорка               | Ф'ючерс | Ґрунт    | Пабло Карреньо Буста     | 7–5, 6–1            |
| Перемога  | 9–6  | Лют 2011 | Іспанія F6, Картахена             | Ф'ючерс | Ґрунт    | Пабло Карреньо Буста     | 6–3, 7–6(2)         |
| Поразка   | 9–7  | Бер 2011 | Іспанія F8, Бадалона              | Ф'ючерс | Ґрунт    | Давід Еструч             | 4–6, 7–6(5), 4–6    |
| Поразка   | 9–8  | Бер 2011 | Іспанія F9, Барселона             | Ф'ючерс | Ґрунт    | Ян-Леннард Штруфф        | 4–6, 3–6            |
| Перемога  | 10–8 | Кві 2011 | Іспанія F10, Реус                 | Ф'ючерс | Ґрунт    | Ян-Леннард Штруфф        | 6–4, 6–3            |
| Поразка   | 10–9 | Лют 2012 | Іспанія F1, Майорка               | Ф'ючерс | Ґрунт    | Гільєрмо Оласо           | 6–2, 3–6, 3–6       |
| Перемога  | 11–9 | Лют 2012 | Іспанія F2, Майорка               | Ф'ючерс | Ґрунт    | Морґан Філліпс           | 4–6, 6–4, 6–3       |

### Парний розряд: 19 (7–12)
| Легенда              |
| -------------------- |
| ATP Челленджер (0–3) |
| ITF Ф'ючерс (7–9)    |

| Результат | В-П | Дата     | Турнір                            | Рівень     | Покриття | Партнер                   | Суперники                                     | Рахунок          |
| --------- | --- | -------- | --------------------------------- | ---------- | -------- | ------------------------- | --------------------------------------------- | ---------------- |
| Поразка   | 0–1 | Січ 2007 | Іспанія F3, Пальма (місто)        | Ф'ючерс    | Тверде   | Педро Вільяр-Альмірон     | Педро Ріко Гарсія Сантьяго Вентура Бертомеу   | 3–6, 4–6         |
| Перемога  | 1–1 | Тра 2007 | Іспанія F16, Вік (Іспанія)        | Ф'ючерс    | Ґрунт    | Ігнасіо Коль Рюдаветс     | Хав'єр Дехуан Мора Мікель Перес Пігдоменеч    | 6–3, 2–6, 6–0    |
| Перемога  | 2–1 | Чер 2007 | Іспанія F20, Маспаломас           | Ф'ючерс    | Ґрунт    | Ігнасіо Коль Рюдаветс     | Анхель Алонсо-Кампос Тоні Гольцінґер          | 6–1, 6–1         |
| Поразка   | 2–2 | Чер 2007 | Іспанія F23, Тенерифе             | Ф'ючерс    | Тверде   | Ігнасіо Коль Рюдаветс     | Комлаві Логло Пере Ріба                       | 1–6, 4–6         |
| Поразка   | 2–3 | Лип 2007 | Іспанія F27, Гандія               | Ф'ючерс    | Ґрунт    | Хорді Марсе-Відрі         | Пабло Сантос Хуан-Мігель Суч-Перес            | 3–6, 4–6         |
| Поразка   | 2–4 | Вер 2007 | Іспанія F33, Ов'єдо               | Ф'ючерс    | Ґрунт    | Хуан Альберт Вілока       | Серхіо Перес Перес Пабло Сантос               | 6–3, 4–6, 1–6    |
| Поразка   | 2–5 | Бер 2008 | Іспанія F11, Кастельдафелс        | Ф'ючерс    | Ґрунт    | Ігнасіо Коль Рюдаветс     | Давід Ольїв'єр-Бакеро Карлес Рейксач Ітойс    | 4–6, 4–6         |
| Перемога  | 3–5 | Кві 2008 | Іспанія F13, Лоха                 | Ф'ючерс    | Ґрунт    | Гільєрмо Оласо            | Бруно Родрігес Андоні Віванко-Гусман          | 7–6(5), 6–3      |
| Перемога  | 4–5 | Кві 2008 | Іспанія F16, Реус                 | Ф'ючерс    | Ґрунт    | Давід Канудас-Фернандес   | Ігнасіо Коль Рюдаветс Герард Гранольєрс       | 6–3, 46, [10–8]  |
| Поразка   | 4–6 | Тра 2008 | Іспанія F17, Льєйда               | Ф'ючерс    | Ґрунт    | Федеріко Дельбоніс        | Агустін Бохе-Ордонес Пабло Мартін-Адалія      | 6–7(7), 5–7      |
| Перемога  | 5–6 | Тра 2008 | Іспанія F20, Valldoreix           | Ф'ючерс    | Ґрунт    | Карлес Рейксач Ітойс      | Фредеріку Маркеш Жуан Соуза                   | 6–1, 6–2         |
| Перемога  | 6–6 | Лип 2008 | Іспанія F28, Денія                | Ф'ючерс    | Ґрунт    | Пабло Мартін-Адалія       | Александер Блом Давід Еструч                  | 6–1, 4–6, [10–6] |
| Поразка   | 0–1 | Сер 2008 | Vigo Challenger, Іспанія          | Челленджер | Ґрунт    | Пабло Мартін-Адалія       | Марко Груньйола Алессандро Мотті              | 3–6, 6–4, [4–10] |
| Поразка   | 6–7 | Тра 2009 | Іспанія F14, Вік (Іспанія)        | Ф'ючерс    | Ґрунт    | Хорді Марсе-Відрі         | Герард Гранольєрс Хосе Антоніо Санчес де Луна | 6–7(7), 0–6      |
| Поразка   | 6–8 | Сер 2009 | Іспанія F27, Бакіо                | Ф'ючерс    | Тверде   | Давід Канудас-Фернандес   | Георгі Руменов Паяков Андоні Віванко-Гусман   | 6–7(5), 4–6      |
| Поразка   | 0–2 | Сер 2009 | Vigo Challenger, Іспанія          | Челленджер | Ґрунт    | Альберт Рамос Віньолас    | Тімоде Баккер Рамон Слюйтер                   | 6–7(5), 2–6      |
| Поразка   | 0–3 | Сер 2009 | San Sebastian Challenger, Іспанія | Челленджер | Ґрунт    | Альберт Рамос Віньолас    | Жонатан Ейссерік Ромен Жуан                   | 5–7, 3–6         |
| Перемога  | 7–8 | Вер 2009 | Португалія F4, Порту              | Ф'ючерс    | Ґрунт    | Карлос Кальдерон-Родрігес | Ґреґ Уеллетт Денієл Сметгерст                 | 7–6(5), 6–3      |
| Поразка   | 7–9 | Бер 2010 | Іспанія F7, Тарраса               | Ф'ючерс    | Ґрунт    | Хосе Чека Кальво          | Карлес Рейксач Ітойс Габріель Трухільйо-Солер | 3–6, 6–7(2)      |